# Diane DiPrima

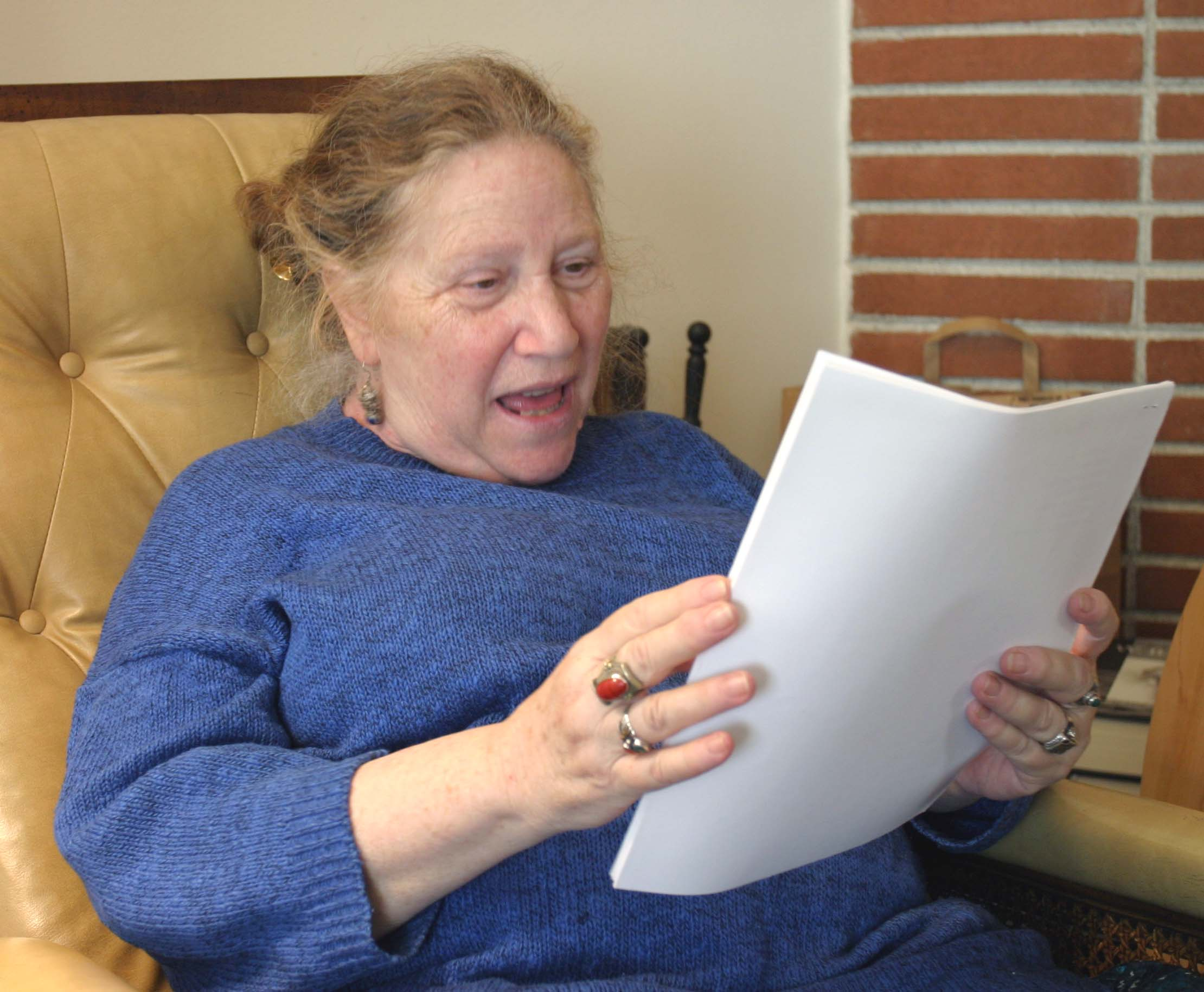
Diane DiPrima (2004)

Diane DiPrima (* 6. August 1934 in Brooklyn, New York City, New York; † 25. Oktober 2020 in San Francisco, Kalifornien) war eine US-amerikanische Schriftstellerin der Beat Generation.

## Leben

### Kindheit und Jugend
DiPrima war US-Amerikanerin italienischer Abstammung in der zweiten Generation und wuchs in Brooklyn auf. In ihrer offiziellen Online-Biografie gibt sie an, dass ihr Großvater mütterlicherseits, Domenico Mallozzi, ein aktiver Anarchist gewesen sei und mit Carlo Tresca und Emma Goldman zusammengearbeitet habe. Sie besuchte das Swarthmore College, das sie ohne Abschluss verließ, um als Dichterin in Manhattan zu leben. DiPrima hatte schon als Kind angefangen zu schreiben und als sie 19 war, korrespondierte sie mit Ezra Pound und Kenneth Patchen.

### Verbindung mit den Beats
1957 lernte sie Allen Ginsberg, Jack Kerouac und andere Autoren der Beat Generation kennen. Ihr erster Gedichtband, This Kind of Bird Flies Backward, erschien 1958 bei Hettie und LeRoi Jones’ Totem Press. Sie arbeitete mit Hettie Jones und LeRoi Jones zusammen und half bei der Herausgabe der Zeitschrift Yūgen. Sie wurde LeRoi Jones’ Geliebte und zeugte eine Tochter mit ihm. 1961 brachte sie ihr erstes Prosa-Buch mit dem Titel Dinners and Nightmares heraus. DiPrima veröffentlichte 37 Ausgaben des Literaturmagazins The Floating Bear (1961–1969). Das hektographierte Heft wurde nur per Post vertrieben.
DiPrima verbrachte die späten 1950er und frühen 1960er Jahre in Manhattan. Sie lebte einige Zeit in Kalifornien, in Stinson Beach und Topanga Canyon, kam dann nach New York zurück und zog letztendlich nach San Francisco. DiPrima hatte eine Brückenfunktion zwischen der Beat Generation und der später aufkommenden Hippie-Bewegung, ebenso zwischen den Künstlern von der Ost- und der Westküste. Sie war, zunächst mit LeRoi Jones (seit 1967 Amiri Baraka), dann alleine, die Herausgeberin der anerkannten Poesiezeitschrift The Floating Bear und Mitgründerin des New York Poets Theatre, sowie Gründerin der Poets Press. 1966 lebte sie einige Zeit in Timothy Learys psychedelischer Community in Millbrook im Bundesstaat New York. DiPrima druckte die beiden ersten Ausgaben von Learys Psychodelic Prayers (Frühjahr 1966).
Ende der sechziger Jahre schrieb sie für Maurice Girodias’ New Yorker, trotz Autoren wie Clarence Major oder Barry Malzberg, rein pornographischen Verlag Olympia Press fiktionale erotische Memoiren, Memoirs of a Beatnik. Es wurde ihr meistgelesenes Werk. 2001 veröffentlichte sie ein weiteres autobiografisches Buch über ihr Leben in New York, Recollections of My Life as a Woman: The New York Years.

### Ihr Leben nach den 1960ern
In den 70er Jahren begann Diane DiPrima sich mit Zen-Buddhismus, Sanskrit, Gnostik und Alchemie zu beschäftigen. Sie lehrte an der „Jack Kerouac School for Disembodied Poetics“ und engagierte sich beim Diggers Theater. Sie war Mitbegründerin des in San Francisco gelegenen „Institute of Magical and Healing Arts“. 1978 veröffentlichte sie ihr Hauptwerk, das lange Gedicht Loba, von dem 1998 eine erweiterte Ausgabe erschien. Danach arbeitete sie als Dozentin für Kreatives Schreiben. DiPrima veröffentlichte 35 Gedichtbände. Eine Auswahl ihrer Gedichte, Pieces of a Song, erschien 1990. Sie zog fünf Kinder groß.

## Werke
- This Kind of Bird Flies Backward, Totem Press, New York 1958. Reprint: Paperbook Gallery, New York 1963.
- Dinners and Nightmares (Kurzgeschichten), Corinth Books, New York 1961; revidierte Ausgabe 1974; Last Gasp, San Francisco 1998.
- A New Handbook of Heaven. Auerhahn Press, San Francisco 1963; Poets Press, New York 1968.
- Poets Vaudeville. Feed Folly Press, New York 1964
- Seven Love Poems from the Middle Latin (Übersetzungen), Poets Press, New York 1965.
- Poems for Freddie, 1966
- Earthsongs: Poems 1957–1959. Alan S. Marlowe (Hrsg.). Poets Press, New York 1968.
- Hotel Albert: Poems. Poets Press, New York 1968.
- War Poems (Herausgeberin), Poets Press, New York, 1968
- L. A. Odyssey. Poets Press, San Francisco 1969.
- Memoirs of a Beatnik, Olympia Press, Traveller's Companion Series, New York 1969 (wiederveröffentlicht mit neuem Nachwort, Last Gasp, San Francisco 1988).
  - deutsch: High! - Memoiren eines Beatmädchens. Olympia Press, Frankfurt am Main 1969. Übersetzer: Hardo Wichmann; Memoiren eines Beatniks (Übersetzt von Michael Kellner), Zweitausendeins / Buch 2000, Frankfurt am Main / Affoltern am Albis 2009, ISBN 978-3-86150-909-7.
- The Book of Hours, 1970
- Kerhonkson Journal. Oyez, Berkeley, CA, 1971
- Revolutionary Letters. City Lights, San Francisco 1971.
- The Calculus of Variation. n.p. [privately printed], San Francisco 1972. Erzählungen.
- Loba, Part I. Capra Press, Santa Barbara 1973.
- Freddie Poems. Eidolon Editions, Point Reyes, CA, 1974
- Loba, Part II, Eidolon Editions, Point Reyes, 1976
- Selected Poems: 1956–1976, North Atlantic Books, Plainfield, VT, 1977
- Loba, Parts 1-VII, Wingbow, Berkeley, CA, 1978
- Pieces of a Song: Selected Poems, City Lights, 1990
  - deutsch: Fragmente eines Lieds. Stadtlichter Presse, Wenzendorf 2011. Auswahl aus Pieces of a Song: Selected Poems. Übersetzung und Nachwort von Judith Pouget, Vorwort von Robert Creeley. ISBN 978-3-936271-56-0.
- Loba. Penguin, New York 1998.
- Recollections of My Life as a Woman: The New York Years, Viking Press, NY, 2001. Autobiographie.